# Gus Hall

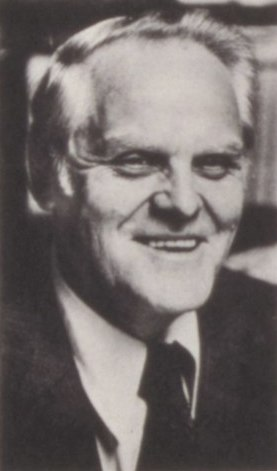
Gus Hall im Jahr 1976

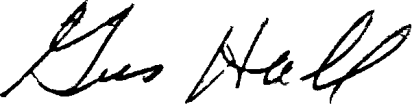
Unterschrift Halls

Gus Hall (* 8. Oktober 1910 im Cherry Township, Minnesota als Arvo Kustaa Hallberg (auch: Arvo Kusta Halberg); † 13. Oktober 2000 in New York City; weitere Alternativnamen: John Hollberg, Gaspar Hall, Arvie Hallbert) war ein US-amerikanischer Politiker der Kommunistischen Partei der USA (CPUSA). Von 1959 bis sieben Monate vor seinem Tod war er deren Generalsekretär. Innerhalb der CPUSA vertrat er eine starke Anlehnung an die Sowjetunion. Bei den Präsidentschaftswahlen 1972, 1976, 1980 und 1984 war Hall Präsidentschaftskandidat der CPUSA.

## Leben

### Herkunft und Jugend
Hall war das fünfte von zehn Kindern finnischer Einwanderer aus der Gegend von Lapua und kam in der Mesabi Range, einer ländlichen Region im Nordosten Minnesotas, zur Welt. Diese vom Bergbau geprägte Region galt als ein Zentrum finnischer Immigranten mit teilweise radikalen politischen Ansichten. Den finnischen Akzent seiner Heimat legte er nie ab. Schon seine Eltern Matt, ein Bergmann, und Susannah Hallberg waren Kommunisten, Mitglieder der Gewerkschaft Industrial Workers of the World und entstammten laut Hall Familien, die seit Generationen Radikale und Revolutionäre als Familienmitglieder hatten. In den USA diente ihr Haus auch als Übernachtungsstation für durchreisende Kommunisten. Sein Vater beteiligte sich im Jahr 1919 an der Gründung der CPUSA. Aus diesem Grund wurde Matt Hallberg auf eine Schwarze Liste (Blacklist) gesetzt, was für ihn bedeutete, dass ihm als Bergmann alle Chancen auf Anstellung genommen waren. Durch diese erzwungene Arbeitslosigkeiten hungerte, nach Halls Ausführungen, die Familie stets. Im Alter von 15 Jahren verließ er nach der achten Klasse die Schule und arbeitete im Nordwesten Minnesotas als Holzfäller, um seine Eltern finanziell unterstützen zu können. 1927 trat Hall mit 17 Jahren wohl auch auf Grund einer Werbung seines Vaters in die Jugendorganisation der CPUSA ein, die Young Communist League (YCL), deren Organisator für den nördlichen mittleren Westen er innerhalb eines Jahres wurde.

### Beginnende politische Karriere
Von 1931 bis 1933 konnte Hall nach einer internen Auswahl der CPUSA in Moskau an der internationalen Lenin-Schule studieren. Dort soll er auch Guerillataktiken sowie Verwendungsmöglichkeiten der Sabotage gelernt haben. Nach seiner Rückkehr nach Minnesota nahm Hallberg an einem vom Trotzkisten Farrell Dobbs organisierten Streik teil, woraufhin er – wie bereits sein Vater – auf die Blacklist gesetzt wurde und seinen Namen ändern musste, da er keine Möglichkeit mehr sah, unter seinem alten Namen Geld zu verdienen. Als neuen Namen wählte er Gus Hall, der sich recht stark an seinem zweiten Namen Kustaa und seinem Nachnamen Halberg orientierte. Diesen Namen trug er ab dem Jahr 1935 auch gerichtlich bestätigt. Im Jahr 1934 saß er insgesamt sechs Monate im Gefängnis, weil er Krawalle bei einem Streik der Lkw-Fahrer in Minneapolis verursacht haben soll. Zu dieser Zeit engagierte er sich nach seiner Anwerbung durch den Gewerkschaftsführer John L. Lewis für die Gewerkschaft CIO, vor allem in Warren und Niles, zwei Stahlzentren des nördlichen Ohio. Den größten Erfolg seiner gewerkschaftlichen Karriere hatte Hall 1937, als er Mitorganisator des Little Steel Strike war. Dieser Streik richtete sich gegen die kleineren Stahlproduzenten ("little steel"), die, anders als ihre größeren Konkurrenten, keinen Tarifvertrag mit den Gewerkschaften abschließen wollten. Nachdem es einen Sprengstoffanschlag auf Republic Steel, einen Hauptgegner des Streiks, gegeben hatte, wurde Hall als Verdächtiger verhaftet und bekannte sich des illegalen Besitzes und Transports von Sprengstoff schuldig, weswegen er zu einer Strafe von 500 $ verurteilt wurde. Hall kandidierte, bereits als hauptberuflicher Funktionär der CPUSA, unter dem Namen Arvo Gus Halberg als Kandidat der CPUSA für einen Sitz im Stadtrat von Youngstown, Ohio, und für das Amt des Gouverneurs von Ohio. Nach dieser Wahl wurde Hall zu einer 90-tägigen Haftstrafe wegen Wahlfälschung verurteilt. 1942 beteiligte er sich an der Gründung der United Steelworkers, die sich bis zu seinem Tod zu einer der größten Industriegewerkschaften Nordamerikas entwickelte.

### Nachkriegsjahre und Aufstieg an die Spitze der CPUSA
Als die USA in den Zweiten Weltkrieg eintraten, unterbrach Hall seine aktive Partei- und Gewerkschaftskarriere, um sich bei der US Navy freiwillig für den Kriegsdienst zu melden. Diesen Schritt vollzog er angeblich, da er sich als Antifaschist verstand und dies im aktiven Kampf gegen den Faschismus beweisen wollte. Dass die CPUSA dies nicht negativ bewertete, lag daran, dass sie sich seit dem Angriff auf Pearl Harbor für Patriotismus aussprach. Seit dem Beginn des Deutsch-Sowjetischen Krieges im Juni 1941 und der dadurch vollzogenen Aufkündigung des Hitler-Stalin-Paktes durch die Nationalsozialisten trat die Komintern erneut für den Volksfrontgedanken ein, da die UdSSR der Anti-Hitler-Koalition beitrat. Hall war in Guam stationiert und als Mechaniker tätig. 1944, noch während seines Kriegseinsatzes, wurde er in Abwesenheit in das National Committee der CPUSA gewählt. 1946 wurde er ehrenhaft entlassen und im selben Jahr als einer von mehreren jungen Veteranen in das National Executive Board, das nächsthöhere Parteigremium, berufen. Dies gelang, nachdem die Partei einen weiteren Linksruck durchlebte, welcher ihren damaligen Vorsitzenden Earl Browder isolierte und zu dessen Entmachtung führte.

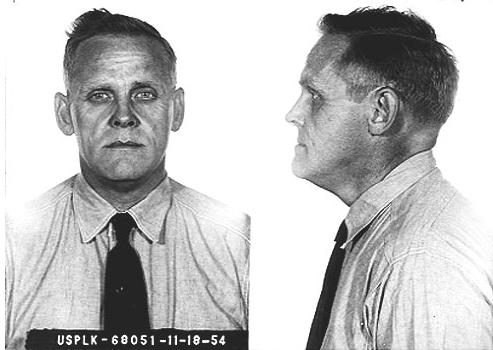
Polizeifotos Gus Halls aus dem Jahr 1954

Zwölf kommunistische Parteiführer wurden am 22. Juli 1948 auf Grundlage des Alien Registration Act, besser bekannt als Smith Act, angeklagt. Das Verfahren gegen den herzkranken William Z. Foster wurde abgetrennt. Das Hauptverfahren begann am 17. Januar 1949 und dauerte über neun Monate. Die Angeklagten Eugene Dennis, Henry Winston, John Williamson, Jacob Stachel, Gus Hall, Benjamin Davis, John Gates, Irving Potash, Gil Green und Carl Winter wurden der Verschwörung gegen die Regierung für schuldig befunden und zu Haftstrafen von fünf Jahren und 10.000 Dollar Geldbuße verurteilt. Robert G. Thompson erhielt als hochdekorierter Soldat zwei Jahre Gefängnis weniger. Als das Oberste Gericht die Verfassungsmäßigkeit des Smith Act am 4. Juni 1951 mit 6 zu 2 Stimmen bestätigte, traten Gus Hall, Henry Winston, Gilbert Green und Robert G. Thompson ihre Haftstrafe Anfang Juli nicht an (die Partei verlor 80.000 Dollar Kaution). Hall, der 1950 in das zweithöchste Parteiamt gewählt wurde und auch kommissarischer Generalsekretär war, versuchte angeblich, nach Moskau zu fliehen, wurde aber am 8. Oktober 1951 in Mexiko von Polizei aufgegriffen und an der Grenze bei Nuevo Laredo dem FBI übergeben. Dorothy Healey, die Hall vor einer Flucht nach Mexiko gewarnt haben will, zeigte sich überrascht über das Ignorieren dieses Hinweises durch Hall. Thompson, der in Californien gefasst wurde, und Hall erhielten eine Zusatzstrafe von drei Jahren, die er im Bundesgefängnis Leavenworth, einem Hochsicherheitsgefängnis in Kansas, verbüßte, sein Zellennachbar war Machine Gun Kelly. Nach seiner Entlassung reiste er 1959 durch die USA, vorgeblich als Urlauber, um seine Wahl zum Generalsekretär und damit die Abwahl von Eugene Dennis vorzubereiten. Für diesen Posten galt Hall längere Zeit nicht als Favorit, gleichwohl er bereits in den frühen 1950er-Jahren kurzfristig Generalsekretär war, als Dennis inhaftiert war.
1959 gelang Hall nach seiner Freilassung in einer für kommunistische Parteien ungewöhnlichen Kampfkandidatur gegen seinen früheren Mentor William Z. Foster tatsächlich der Aufstieg zum Generalsekretär der CPUSA. Hall gab als Ziel für seine Zeit als Generalsekretär eine Demokratisierung der Partei an. Dieses Amt hatte Hall bis zu seiner Abschaffung inne; von 1962 bis wenige Monate vor seinem Tod vertrat er die Organisation außerdem als Parteivorsitzender. Während seiner mehr als 40 Jahre währenden Amtszeit als Generalsekretär beziehungsweise Vorsitzender gelang es ihm jedoch nie, den politischen Einfluss seiner Partei auf nationaler Ebene nennenswert zu vergrößern; die Partei schrumpfte stattdessen, konnte aber zusammengehalten werden. Zu Beginn seiner Amtszeit als Generalsekretär versuchte Hall in den 1960er-Jahren, die CPUSA zu gewaltlosen Protesten zu bewegen und eine Anbindung an die Studentenproteste zu erreichen. In dem zweiten Punkte sollte er sich als erfolglos erweisen, während mithilfe des ersten auch der Kampf gegen die Fortführung der McCarthy-Ära gelang. Bei der Präsidentschaftswahl 1964 unterstützte die Partei den Wahlkampf von Lyndon B. Johnson, um den Sieg des konservativen Senators Barry Goldwater zu verhindern.

### Präsidentschaftskandidaturen und Ende der politischen Karriere
| Wahljahr | Vizekandidat | Erhaltene Stimmen (absolut) | Erhaltene Stimmen (%) |
| -------- | ------------ | --------------------------- | --------------------- |
| 1972     | Jarvis Tyner | 25.597                      | 0,03 %                |
| 1976     | Jarvis Tyner | 58.709                      | 0,07 %                |
| 1980     | Angela Davis | 44.933                      | 0,05 %                |
| 1984     | Angela Davis | 36.386                      | 0,04 %                |

1972 entzog die CPUSA der Demokratischen Partei die Unterstützung bei der Präsidentschaftswahl, da sie mit Hall, der die CPUSA im US-amerikanischen Parteiensystem etablieren wollte, einen eigenen Kandidaten nominierte. Diese Art Strategiewechsel war davor zuletzt 1948 geschehen, als die Partei offiziell dem Präsidentschaftskandidaten der United States Progressive Party, Henry Agard Wallace, das Vertrauen aussprach. Hall war der erste in beinahe allen Staaten antretende Kandidat der KP seit Earl Browder 1940. 1968 kandidierte zwar Charlene Mitchell, jedoch nur in zwei Staaten. Hall konnte nur sehr wenige Wählerstimmen gewinnen, da kommunistische Ideen in den USA nie große Popularität erringen konnten. Hinzu kam, dass die Präsidentschaftskandidaten in einigen Staaten schwören mussten, kein Mitglied der CPUSA zu sein, um zur Wahl zugelassen zu werden, was für deren Vorsitzenden aus naheliegenden Gründen unmöglich war.
Bei seiner ersten Kandidatur erhielt er nur 0,03 % der Wählerstimmen, sein bei viermaligem Antreten geringstes Ergebnis. Unter dem Einfluss der Watergate-Affäre und den damit verbundenen Proteststimmen für Kleinparteien erreichte er bei seiner zweiten Präsidentschaftskandidatur im Jahr 1976 sein bestes Ergebnis mit 58.709 (0,07 %) Wählerstimmen. Mit diesem für ihn erfolgreichen Ergebnis erreichte er den achten Platz unter den Kandidaten. Für alle seine Wahlkämpfe wählte Hall als Wahlspruch People before Profits (zu deutsch: Menschen vor Profiten). Als Gründe für seine Kandidaturen nannte er den Versuch die CPUSA in der amerikanischen politischen Öffentlichkeit zu etablieren, außerdem sollten sie einen symbolischen Protest ausdrücken. Die erwünschte Etablierung im Parteiensystem gelang ihm nicht, da in seiner Amtszeit die Anzahl der Mitglieder und die Präsenz in der Öffentlichkeit zurückgingen und die zwei bedeutenden Parteien nie gefährdet waren.
Bei seinen beiden Präsidentschaftskandidaturen während der 1980er Jahre kandidierte er gemeinsam mit Angela Davis, die 1992 aus der Partei ausgeschlossen wurde, da sie die Linie Halls nicht mehr komplett vertrat und in dem von ihr mitgegründeten Committees of Correspondence for Democracy and Socialism dem neostalinistischen Kurs Halls nicht weiter folgen wollte. Nach der Wahl 1984 nominierte die CPUSA keinen weiteren Kandidaten mehr für Präsidentschaftswahlen, sie unterstützte auch keine anderen Parteien, so blieb Hall bis heute der letzte Präsidentschaftskandidat der CPUSA. Die 1980er Jahre waren für Hall ein politisch sehr schwieriges Jahrzehnt, weil einer seiner engsten Vertrauten, Morris Childs, der zwischenzeitlich der zweitwichtigste Mann der Partei war und über den die Finanzierung durch die KPdSU verlief, sich 1980 als langjähriger FBI-Informant erwies. Obwohl die Regierung Childs in ein Schutzprogramm für enttarnte Agenten aufnahm und Childs 1987 die Presidential Medal of Freedom verliehen wurde, leugnete Hall, dass Childs Agent gewesen sei. Außerdem starb 1986 Henry Winston, sein afroamerikanischer Vize im Parteivorsitz, und sein Führungsanspruch litt unter Unruhen in der schwarzen Parteibasis, die einen neuen schwarzen Vizekandidaten dem weißen Favoriten Halls vorgezogen hätte. Das Jahrzehnt endete positiv für Hall, da er eine wachsende Akzeptanz seiner Person vermutete, welches er unter anderem an Auftritten vor großem Publikum ausmachte.
Als er im Jahr 2000 kurz vor seinem Tod das Amt des Parteivorsitzenden zugunsten von Sam Webb niederlegte, wurde er dafür zum Ehrenvorsitzenden ernannt. Zu dieser Zeit gab es den Posten des Generalsekretärs bereits nicht mehr, sondern nur noch den des Parteivorsitzenden – diese Entscheidung wurde von Hall getroffen, um die Partei amerikanischer zu machen.

### Lebensende und Nachwirkung

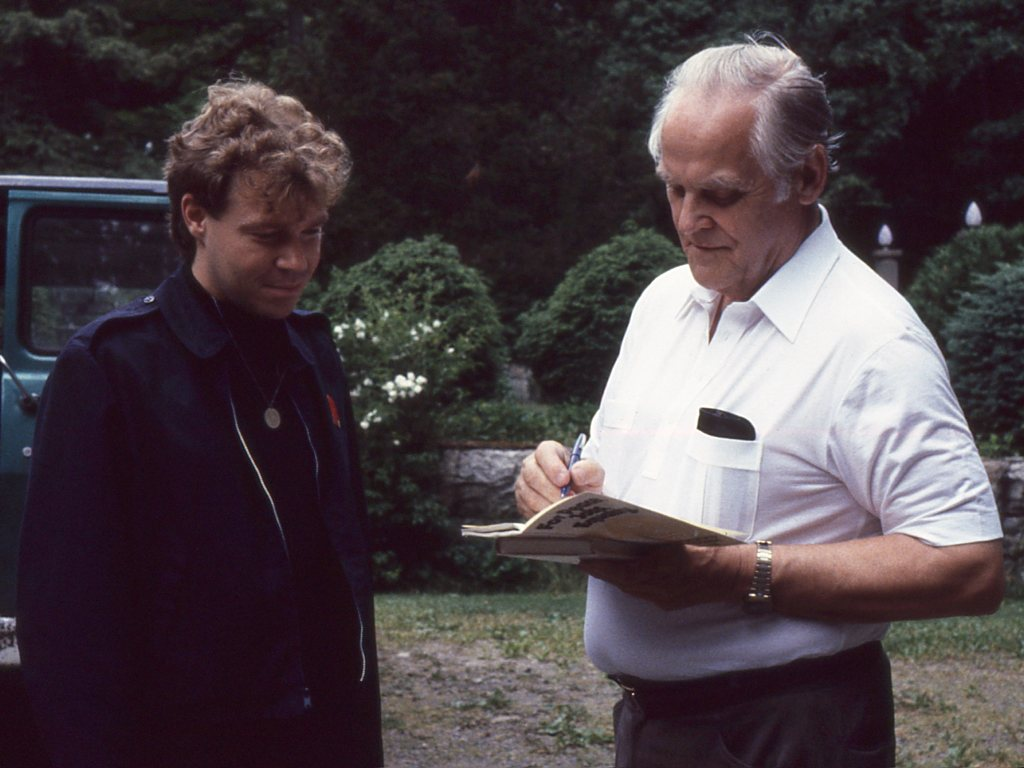
Gus Hall bei der Signierung eines Buches im Jahr 1984

Die letzten Jahre seines Lebens verbrachte Hall in einem mehrstöckigen Haus in Yonkers gemeinsam mit seiner Gattin Elizabeth Hall (geborene Turner; * 1909; † 2003), die ebenfalls politisch beim Steel Workers Organizing Committee (SWOC) als Sekretärin sowie bei dessen Nachfolgeorganisation, den United Steelworkers, aktiv war. Sie waren seit 1935 verheiratet.
Hall starb am 13. Oktober 2000 im Lenox Hill Hospital in Manhattan New York City, an den Spätfolgen von Diabetes. Anlässlich seines Todes widmete ihm die New York Times fast eine komplette Seite, auf dem Sender CNN sprach Wolf Blitzer einen Nachruf auf ihn. Hall hinterließ seine Ehefrau, seine zwei Kinder Barbara und Arvo sowie drei Enkel. Barbara und Arvo zeigten kein Interesse für die kommunistischen Überzeugungen ihrer Eltern. Hall konnte sein neuntes Buch nicht mehr vollenden, so dass nur Teile vorhanden sind. Er wurde auf dem Forest Home Cemetery in der Nähe Chicagos begraben.
Halls Werk Socialism USA gilt seinen Anhängern als Manifest des amerikanischen Kommunismus und dient der CPUSA heute noch als Grundlage und Bill of Rights. Zudem beruft sich der Gus Hall Action Club, ein Blog von Blogger.com, auf ihn.

## Politische Einordnung
Gus Hall galt als Marxist-Leninist stalinscher Prägung. Als Träger von hohen Orden der Sowjetunion wie dem Leninorden und dem Orden der Völkerfreundschaft hatte er den Ruf, einer der überzeugtesten Vertreter der Interessen und Anliegen der Sowjetunion sowie deren politischen Vorstellungen außerhalb des direkten Einflussbereiches der UdSSR zu sein. Hall verbrachte jedes Jahr bis zum Zusammenbruch der Sowjetunion einige Zeit in Moskau, deshalb war er auch einer der bekanntesten und, laut einheimischer Presse, bedeutendsten amerikanischen Politiker in der UdSSR. Dort wurde er von hohen Politikern wie Leonid Breschnew empfangen. Des Weiteren konnte Hall bis 1989 jährlich, auch aufgrund persönlicher Initiative, Geld für die CPUSA aus der UdSSR, welches vom Politbüro genehmigt und durch den KGB übergeben wurde, sichern. Vor diesem Hintergrund verteidigte er auch die Besetzung Prags durch die Sowjetunion 1968 sowie deren Einmarsch in Afghanistan und erkannte das stalinsche Prinzip des Sozialismus in einem Land an, obwohl er als Kommunist außerhalb eines kommunistischen Landes positive Veränderungen für sich aus einer gewünschten Weltrevolution erwarten konnte. Um die Linientreue seiner Genossen sicherzustellen, ließ er diejenigen ausschließen, die weniger orthodoxe Ideen verfolgten oder die sich gegen die vermeintlichen Interessen der Sowjetunion aussprachen. Er bezeichnete Politiker wie Michail Gorbatschow oder Boris Jelzin als „Abbruchunternehmer“. Seine Beeinflussung durch die Sowjetunion ging so weit, dass Oleg Kalugin behaupten konnte, der KGB habe die CPUSA und Hall in seiner Hand. Nach dem Ende des Realsozialismus in Osteuropa trauerte er darüber bis an sein Lebensende und setzte sich dafür ein, nun der Linie der nach seiner Auffassung letzten kommunistischen Staaten wie China und Nordkorea zu folgen. Gleichzeitig sah er seine reine Fixierung auf die Sowjetunion nun kritischer und als Fehler an. 1991 formulierte er, nachdem er gefragt wurde, ob er plane, bald wieder in die Sowjetunion zu reisen:

“If you want to take a nice vacation, take it in North Korea.”

„Wenn Sie einen schönen Urlaub nehmen möchten, verbringen Sie ihn in Nordkorea.“

Umweltpolitisch vertrat Hall die Auffassung, das Umweltproblem sei ein Problem kapitalistischer Systeme; er forderte eine marxistische Untersuchung dieser Problematik. Zu religiösen Fragen nahm er keine Stellung, da er überzeugt war, dass „Our fight is not with God, but with capitalists“, (zu Deutsch: „Unser Kampf ist nicht gegen Gott, sondern gegen die Kapitalisten gerichtet“) sei. Da er sich als aktiver Gegner rassistischer Unterdrückung sah, stand er auch der Black Panther Party nahe, deren Sympathisantin Angela Davis zweimal seine Kandidatin für das Vizepräsidentenamt war. Diese erlangte weltweite Berühmtheit für ihr Engagement zu Gunsten dieser Gruppierung. Hall war der Ansicht, die CPUSA müsse die Afroamerikaner unterstützen.

## Kritik
Gus Hall wurde vor allem dafür kritisiert, dass er sich konsequent für die Linie der Sowjetunion, auch unter dem Regime Josef Stalins, einsetzte, und versuchte, durch Parteiausschlüsse und politische Angriffe gegen Trotzkisten vorzugehen. Die Unterstützung der Linie Stalins gegen den Trotzkismus zeigte sich beispielsweise darin, dass Hall die Verhaftung von führenden Anhängern Leo Trotzkis auf Grundlage des Smith Act begrüßte. Einige Jahre nach diesen Vorfällen, Hall hatte in der Zwischenzeit seine durch den Smith Act legitimierte Strafe abgesessen, änderte er seine Meinung und warf sich vor, die Socialist Workers Party (SWP) nicht unterstützt zu haben.
Ehemalige Genossen kritisierten, er habe die zwei Millionen Dollar, die er jährlich aus der Sowjetunion von der KPdSU für die Partei bekam, für Mietlimousinen und einen eigenen Golfclub und nicht für die Unterstützung von inhaftierten Parteigenossen verwendet. Kalugin behauptete sogar, dass Hall Geld der UdSSR für sich selbst abschöpfte. Insgesamt soll die CPUSA, nach Angaben der russischen Zeitung Iswestija, von 1971 bis zu dem Kollaps der Sowjetunion im Jahr 1990 rund 40 Millionen Dollar erhalten haben. Weiterhin wurde Hall von KGB-Spionen dafür kritisiert, die CPUSA nicht gut genug zu führen. Deshalb wurde jungen amerikanischen Kommunisten geraten, sich von Hall und der CPUSA zu distanzieren. Die sowjetischen Spione bestritten die Fähigkeit zu revolutionären Aktionen, außerdem könne die Partei aufgrund der guten Überwachung durch das FBI nicht an genügend staatliche Förderung gelangen.
Eine Gruppierung um den Literaturwissenschaftler Irving Howe kritisierte das Festhalten Halls an seinem Parteiposten sowie die Überalterung der CP unter seiner Führung. Diese Versteifung auf alte Ideologien wurde außerdem von Dorothy Healey, einer ehemaligen Vorsitzenden der CPUSA Kaliforniens, angegriffen. Sie war der Meinung, Gus Hall könne seine Standpunkte nicht ändern, obwohl er nach der Wahl 1996 eine Neuausrichtung seiner Partei gefordert hatte.
Vor allem viele Konservative sahen in Gus Hall eine Gefahr für die USA, so beschrieb J. Edgar Hoover ihn einmal als „a powerful, deceitful, dangerous foe of Americanism“ (englisch für „ein kraftvoller, betrügerischer, gefährlicher Feind des Amerikanismus“). Hall wurde für ein vermeintliches Zitat angegriffen, in welchem er den Tod aller Christen auf eine sehr brutale Art gefordert haben soll. Besonders aus antisemitischen und faschistischen Kreisen wurde ihm dieses – meist mit der auf jegliche Beweise verzichtenden Angabe, Hall sei Jude – vorgeworfen. Solche Angriffe kamen außerdem teilweise aus der gemäßigten Rechten. Tatsächlich stammte dieses Zitat nicht von ihm.
Auf der anderen Seite würdigen Hall bis heute Mitglieder kommunistischer Parteien auf der ganzen Welt, da er im „gefährlichsten imperialistischen Land der Welt“ sein ganzes Leben der Arbeiterklasse gewidmet habe. So bezeichnete Wiktor Anpilow ihn als ein „wahres Symbol des proletarischen Internationalismus“.

## Veröffentlichungen
- Peace can be won!. New York: New Century Publishers, 1951.
- Our sights to the future. New York: New Century Publishers, 1960.
- Which way U.S.A. 1964? The communist view. New York: New Century Publishers, 1964.
- On course: the revolutionary process. New York: New Outlook Publishers, 1969.
- Imperialism today. New York: International Publishers, 1972, ISBN 0-7178-0303-1.
- Ecology: can we survive under capitalism? New York: International Publishers, 1972. ISBN 0-7128-0347-3.
- The energy rip-off: cause & cure. New York: International Publishers, 1974, ISBN 0-7178-0421-6.
- The crisis of U.S. capitalism and the fight-back. New York: International Publishers, 1975, ISBN 0-7178-0460-7.
- Labor up-front in the people’s fight against the crisis. New York: International Publishers, 1979, ISBN 0-7178-0565-4.
- La crisis de una vida cotidiana, y las victorias en la lucha por superarla. Prag: Agencia de Prensa Orbis, 1979.
- Basics. New York: International Publishers, 1980, ISBN 0-7178-0580-8.
- For peace, jobs, equality. New York: New Outlook Publishers and Distributors, 1983, ISBN 0-87898-156-X.
- Karl Marx, beacon for our times. New York: International Publishers, 1983, ISBN 0-7178-0607-3.
- Fighting racism. New York: International Publishers, c1985, ISBN 0-7178-0634-0.
- Working class USA. New York: International Publishers, 1987, ISBN 0-7178-0660-X.

### Mitwirkung
- Communist leadership: "tough guy" takes charge. Washington: U.S. Govt. Print. Off., 1960.

### Deutschsprachige Übersetzungen
- 18. Parteitag der Kommunistischen Partei der USA. Dietz, Berlin 1967.
- Der amerikanische Imperialismus in der Welt von heute. Dietz, Berlin 1973.
- Der Sieg erfordert Kampf. Dietz, Berlin 1973.
- XXI. Parteitag der Kommunistischen Partei der USA. Dietz, Berlin 1977.
- XXII. Parteitag der Kommunistischen Partei der USA. Dietz, Berlin 1980.
- Die Krise des Alltagslebens und deren siegreiche Bekämpfung. Dietz, Berlin 1981.
- Zu aktuellen Fragen des Kampfes der KP der USA. Dietz, Berlin 1981.
- Ausgewählte Reden und Schriften: 1974–1980. Dietz, Berlin 1982.
- Arbeiterbewegung und Klassenkampf in den USA. Dietz, Berlin 1989, ISBN 3-320-01206-1.